# 陳世偉命案
陳世偉命案發生於1993年7月，是一起嚴重凌虐致死的台灣軍中人權事件。

## 事件經過
陳世偉，台北人，連續逃兵犯，1993年7月4日當兵時又逾假未歸，7月8日由其父帶回部隊報到，7月10日被送到國軍綠島勵德訓練班管訓。管訓期間受到勵德班班長等三名憲兵虐待。7月10日，陳世偉在寢室內匍匐前進四十五公尺，伏地挺身及交互蹲跳十餘分鐘，被以塑膠水管揍打胸、背部五、六下，以致瘀傷。次日（7月11日），陳世偉已發燒，仍被罰以蹲姿抄寫準則廿餘分鐘，再挨水管揍打數次，又被以大湯瓢打胸、腹及四肢，再罰繞周長約五十公尺的集合場跑步十餘圈後，再換以鋁製球棒打臀部、大腿、手臂及背部，使他多處挫瘀傷，之後又被拳腳毆擊、腳踢胸部，並在長約二十公尺的粗糙水泥地上罰做前滾翻來回兩趟，共翻了三十餘次，以致頭部表皮剝脫。翌日（7月12日），令陳世偉背負重約二十四公斤的沙包繞行隊集合場約十五圈，以致雙肩被沙包肩帶磨破。現場官兵意圖將其殺害，於是以腳踢胸、腹、頭部及後腦之關鍵部位，意圖掩滅其凌虐之罪刑，之後陳世偉終陷昏迷，於上午九時被送醫急救。因昏迷不醒、瞳孔放大、幾無呼吸，軍方派遣醫務兵隨行搭乘復興航空飛機急送國軍805醫院台東分院；但因傷勢嚴重，情況危急，再轉送馬偕醫院台東分院急救，延至7月16日死亡。
陳世偉在7月12日稍早曾前往醫務室求救，田姓醫務官不予救治。陳父接獲陳世偉命危消息時，軍方給予之說法紛雜不一致，意圖掩蓋真相並脫罪家屬於陳世偉死亡後未接到軍方任何說明，與部隊查詢只獲得五種不同版本說詞。經媒體揭露，與監察院開始調查後，憲兵司令部才寄來軍事檢察官的起訴書，載明陳世偉是受到三憲兵的凌虐。陳世偉死後，台北市西區憲兵隊竟然還要「抓死人逃兵」，持通緝令兩度派員到陳家要抓陳世偉。陳世偉已死，結果憲兵竟將其叔父陳正富抓走。立法委員趙少康和郁慕明對行政院提出緊急質詢。國防部長孫震在國會與媒體的雙重壓力下，只得率憲兵司令曹文生親赴陳家，當面向陳世偉之父陳煥章及叔父陳正富致歉與慰問。